# 佐藤麻衣子 (女優)
畑田 麻衣子（はただ まいこ、1980年6月11日 - ）は、日本の女優、声優。東京都出身。文学座所属。
お茶の水女子大学卒業。2002年に文学座研究所入所し、2007年に座員となる。

## 出演作品

### テレビ
- “ネットいじめ”に向き合うために（NHK Eテレ）

### 舞台
2004年
- 初舞台『時の物置』：世田谷パブリックシアター

2005年
- 『湯単』：東京芸術劇場小ホール

2006年
- 『信長』：新橋演舞場、大阪松竹座
- 『お月さまへようこそ』（文学座＋青年団）：サイスタジオコモネ
- 『奇跡の人』(ホリプロ)：青山劇場

2007年
- 『あかね空』：中日劇場
- 『若草物語』(本公演)：日生劇場

2008年
- 『Train coming』(文学座+青年団)：サイスタジオコモネ
- 『蛍』(みつわ会)：六行会ホール
- 『風のつめたき櫻かな』(本公演)：紀伊國屋サザンシアター
- 『から騒ぎ』（日欧舞台芸術）ブラジル公演

2009年
- 『オイディプスの娘(アンチゴーヌ)』：高円寺明石スタジオ
- 『花咲くチェリー』(本公演)：紀伊國屋ホール、11年旅
- 『一条家サロン』(アトリエ・センターフォード)：シアター風姿花伝
- 『七本の色鉛筆』（プリエール）：赤坂RED/THEATER
- 『安楽兵舎』：恵比寿・エコー劇場

2010年
- 『ブルー・ウォーター』（アトリエ・センターフォード）：シアター風姿花伝
- 『わが町』(本公演)：全労済ホールスペース・ゼロ
- 『フツーの生活』沖縄編（44Produce）：紀伊国屋ホール
- 『トロイアの女たち』(アトリエ）
- 『中庭にリング』(アトリエ・センターフォワード）：シアター風姿花伝

2011年
- 『刃、刃、刃!』(アトリエ・センターフォワード）：シアター風姿花伝
- 『おしるし』(プリエール）：赤坂RED/THEATER
- 『花咲くチェリー』地方公演

2019年
- 『でえく』：浅草木馬亭

2025年
- 『もうひとりのわたしへ』（本公演）：紀伊國屋サザンシアター[2]
- 『華岡青洲の妻』（本公演）：紀伊國屋サザンシアター 他[2]

### 劇場アニメ
- 紅の豚（1992年）
- ゲド戦記（2006年）

### 吹き替え
- 女子高生サバイバル・ドライブ（ステファニー）
- ツイスター2008（ダナ）

### ラジオドラマ
- 君の名は(NHK・FMシアター)

### CM
- 味の素「香味ペースト 秒速弁当」　※ウェブCM